# Аджиэ Джинди
Аджиэ Джинди Джауари (курд. Heciyê Cindî / Һ’әщие Щнди, арм. Հաջիե Ջնդի, 18 марта 1908, Яманчаир, Карсская область, Российская империя — 1 мая 1990) — курдский писатель. Писал на курдском и армянском языках.

## Биография
Родился в 1908 году в селе Яманчаир (ныне в Турции). Рано стал сиротой и воспитывался в детском доме в Александрополе. Окончил педагогический техникум (1929), и поступил в Ереванский педагогический институт, который окончил в 1933 году. С 1930 года работал в газете «Риа таза», а также на радио.
В 1934 году — делегат от Армянской ССР на Первом съезде писателей СССР.
В 1937 году, был арестован, но благодаря заступничеству ряда известных писателей вскоре освобождён. В 1940-е годы разработал курдский алфавит на основе кириллицы. В 1959—1967 годах работал в Акадаемии наук Армянской ССР. Затем до 1974 года преподавал курдский язык и литературу в Ереванском университете.
Первые произведения Аджиэ Джинди были опубликованы в 1930 году. В 1930-е годы написал ряд учебников для курдских школ. В 1940 году вышла его книга «Курдские народные сказки» («Һ’ьк’йатед щьмаә’тә к’ӧрдие»). Также он является автором сборника «Новое утро» («Сьва т’әзә») и «Курдский фольклор» («Фолклора кӧрманщие»). Из под пера Аджиэ Джинди вышли научные труды о курдском фольклоре и литературе, а также ряд сборников курдских советских писателей и поэтов. В 1967 году вышел написанный им исторический роман «На помощь».